# يوم المدافع عن أرض الآباء
يوم المُدافع عن أرض الآباء (بالروسية: День защитника Отечества، بالأوكرانية: День захисника Вітчизни) هو يوم يُحتفل به سنويًا في 23 فبراير في بيلاروسيا وطاجيكستان وروسيا وقيرغيزستان. تم تثبيته في جمهورية روسيا الاتحادية الاشتراكية السوفياتية في 27 يناير 1922 ، عندما نشرت هيئة رئاسة اللجنة التنفيذية المركزية لعموم روسيا في روسيا الاتحادية الاشتراكية السوفياتية مرسومًا في الذكرى الرابعة لتأسيس الجيش الأحمر، والذي نص على ما يلي: "وفقًا لقرار المؤتمر التاسع لعموم روسيا للسوفييت حول الجيش الأحمر، تلفت هيئة رئاسة اللجنة التنفيذية المركزية لعموم روسيا انتباه اللجان التنفيذية الثالثة والعشرين للذكرى السنوية القادمة للجيش الأحمر.
منذ عام 1922 في اتحاد الجمهوريات الاشتراكية السوفياتية، يتم الإحتفال بهذا التاريخ سنويًا باعتباره «يوم الجيش الأحمر»، منذ عام 1946 -تم تغيير اسمه إلى «يوم الجيش السوفيتي»، ومن عام 1949 إلى عام 1992 - دعي «يوم الجيش والبحرية السوفيتية». كان يوم 23 فبراير يوم عمل لجميع المواطنين السوفيت، باستثناء العسكريين. وبعد انهيار الاتحاد السوفيتي، يتم الاحتفال بالعيد في روسيا باعتباره «يوم الدفاع عن الوطن» وهو يوم المجد العسكري الروسي، ويتم الاحتفال به أيضًا في عدد من البلدان الأخرى في رابطة الدول المستقلة.يعتبر يوم المُدافع عن أرض الآباء هو يوم عطلة للرجال والنساء الذين شاركوا في الدفاع عن وطنهم.

## ظهور العيد

### يناير - فبراير 1918

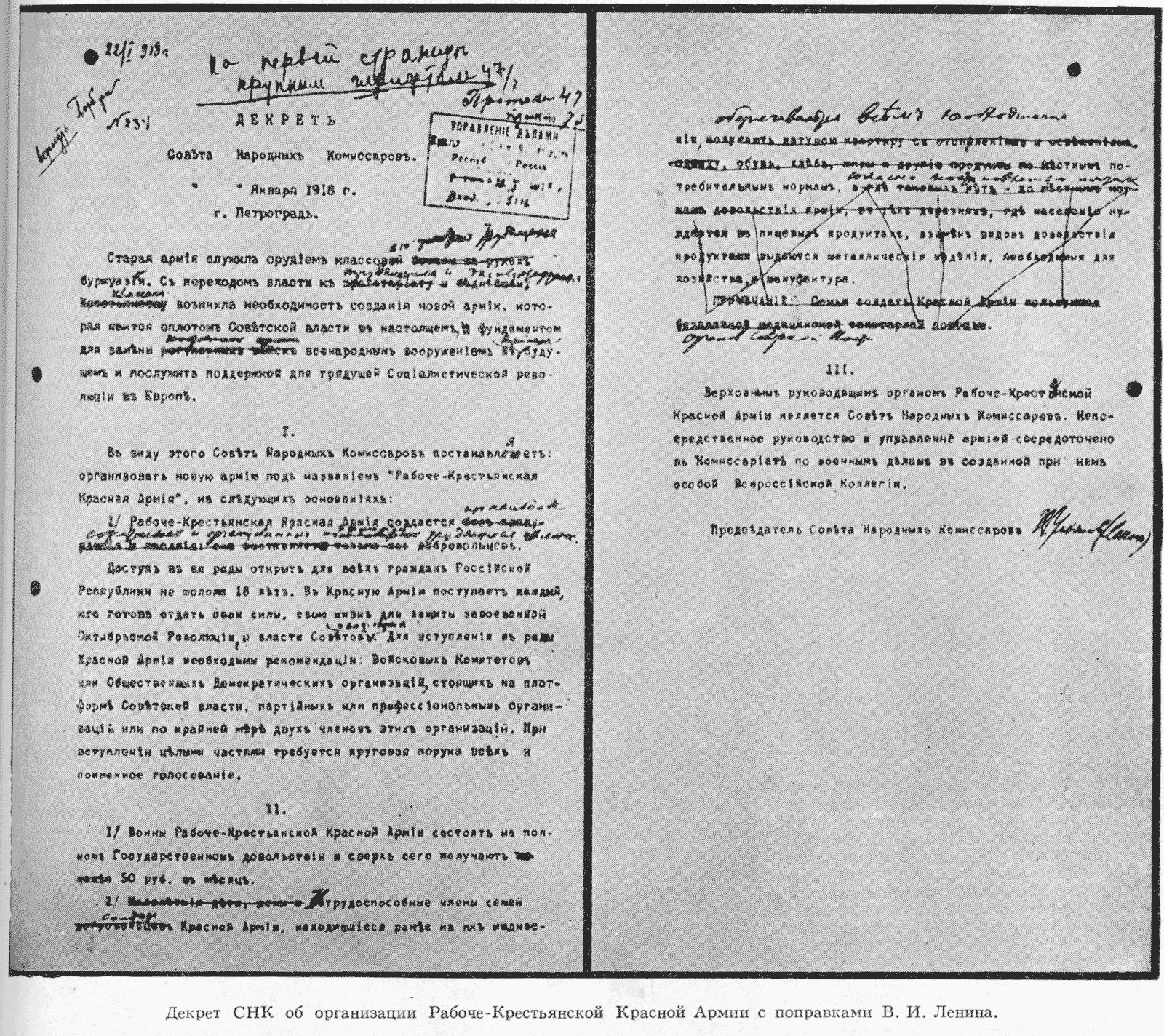
وثيقة انشاء الجيش الأحمر للعمال و الفلاحين كما عدلها لينين

في 28 كانون الثاني 1918 ، أصدر مجلس مفوضي الشعب لروسيا السوفياتية مرسومًا بشأن إنشاء الجيش الأحمر للعمال والفلاحين (نُشر في 2 فبراير 1918 في الجريدة الرسمية للحكومة البلشفية. حيث كان قد وقع المرسوم رئيس مجلس مفوضي الشعب فلاديمير أوليانوف لينين، مفوضي الشعب للشؤون العسكرية والبحرية بافيل ديبنكو ونيكولاي بودفوسكي، وموفوض الشعب بروشيان، وفلاديمير زاتونسكي وإيزاك شتاينبرغ، ورئيس مجلس مفوضي الشعب فلاديمير بونش بروفيتش، وكذلك أمين مجلس مفوضي الشعب نيكولاي جوربونوف.
في الجبهة، بدأ الالتحاق بالجيش من قبل المتطوعين، والذي تشكلت منه سرايا الجيش الأحمر، التي تحولت تدريجياً إلى أفواج ؛ حيث انه وتحديدًا في بتروغراد، تم فتح أول نقطة فقط في 21 فبراير، أي بعد بدء الهجوم الألماني.
و في الساعة 19:30 يوم 16 فبراير 1918، أعلنت القيادة الألمانية رسميًا للممثل السوفييتي المتبقي في بريست ليتوفسك في الساعة 12:00 يوم 18 فبراير، انتهاء الهدنة بين روسيا وألمانيا واستئناف حالة الحرب 
في 18 فبراير، شنت القوات الألمانية والنمساوية المجرية هجومًا على طول الجبهة الشرقية بأكملها. كما لاحظ المؤرخ الأمريكي يوري فلشتينسكي، اعتبها تقدم مفارز ألمانية صغيرة نسبيًا، تقريبًا دون مواجهة مقاومة: "بسبب الذعر السائد بين البلاشفة والشائعات حول اقتراب القوات الألمانية الأسطورية، تُركت المدن والمحطات دون قتال حتى قبل وصول العدو. ويؤخذ على سبيل المثال الإستيلاءعلى مدينة دفينسك، اذ تم الاستيلاء عليها من قبل مفرزة ألمانية من 60-100 رجل.وكذلك في رزيتسا، حيث كانت الكتيبة الألمانية صغيرة جدًا لدرجة أنها لم تستطع شغل مكتب التلغراف، الذي عمل ليوم طويل آخر
بعدها في 21 فبراير، تم إنشاء لجنة الدفاع عن بتروغراد برئاسة ياكوف سفيردلوف.و في مساء يوم 22 فبراير، بناءً على دعوة فلاديمير لينين، وصل رئيس أركان القائد الأعلى للقوات المسلحة، الجنرال السابق ميخائيل بونش بروفيتش، الذي قاد بالفعل الدفاع عن روسيا السوفيتية من الأعداء. وبعد اجتماع مع لينين وممثلين آخرين للسلطات، بدأ بونش بروفيتش العمل في سمولني، وكان يقيم في غرفة بجوار مكتب لينين.
ذكرت الصحف في تلك الأيام أنه عندما شن الألمان هجومًا، بدأ مجلس مفوضي الشعب في المنطقة الغربية في تنظيم مفارز للدفاع عن المدينة في مينسك. ومع ذلك، عند اقتراب العدو، تخلى هؤلاء الحراس على الفور عن مواقعهم واندفعوا إلى محطات القطار، وأخذوا يبتعدون عبر القطارات مسرعين. وقتها أغلق الأهالي منازلهم وانقطع التيار الكهربائي عن المدينة.بعد ذلك وفي الساعة 12 ليلاً، دخلت القوات الألمانية المدينة.

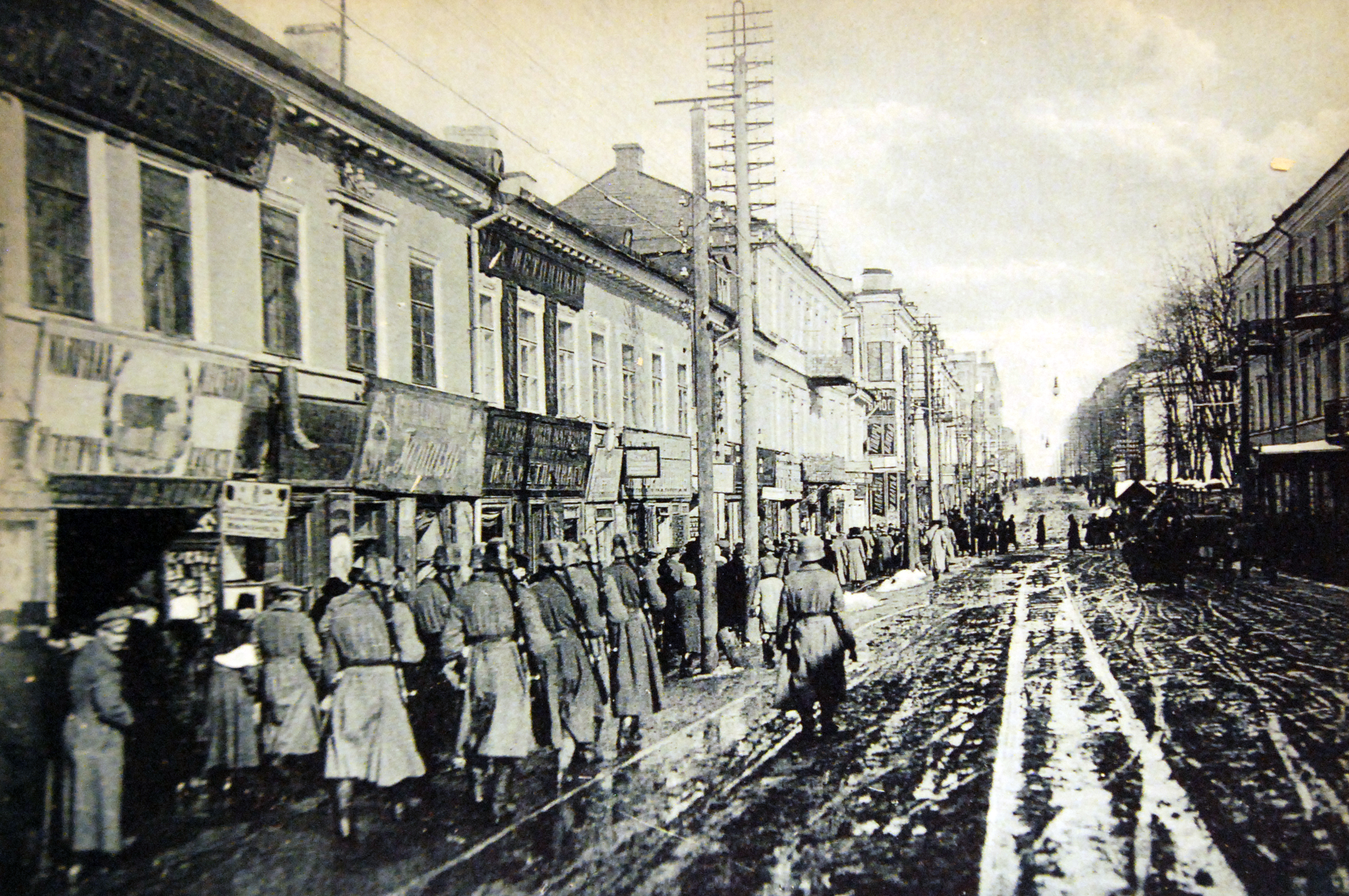
القوات الألمانية في مينسك بعد ان تم احتلالها

في المناطق المجاورة قادت قوات الجيش الألماني الثامن، الهجوم على ريفيل وبسكوف ونارفا، والذي تألف من ستة أقسام وعدد من الوحدات الأخرى. ووقت التقدم في اتجاه بسكوف، كانت قوات الجانب الألماني عبارة عن 5 أفواج. وكان الألمان يتقدمون في مفارز صغيرة من المتطوعين الذين لم يواجهوا أي مقاومة، اذ تقدموا على القطارات والسيارات والمزالق قبل وقت طويل من سحب القوات الرئيسية ببطء". وزادت خطورة الموقف اذ وصلت سرعة تقدم الألمان إلى 50 كم في اليوم. وبعد انتقالهم من خط بينسك-دفينسك-ريجا، احتل الألمان مينسك وبولوتسك وبسكوف وريفيل خلال الأسبوع الأول من الهجوم.
بعد ذلك لم تتحقق آمال البلاشفة في وحدات الجيش الأحمر المشتركة والحرس الأحمر «البروليتاري». حيث ووفقًا لمذكرات فلاديمير أنتونوف-أوفسينكو، «تبين أن المفارز الموحدة في جزء كبير منها كانت عاجزة، مع وقوع حالات كثيرة من الهجر والعصيان. وقدأظهرت مفارز الحرس الأحمر ضعف القدرة على التحمل وضعف القدرة على المناورة والفعالية القتالية.» بعد أن علموا بتعبئة الحرس الأحمر والتحول الوشيك له إلى الجيش الأحمر، حينها سارع العديد من حرس بتروغراد الأحمر إلى تسليم أسلحتهم والتفرق إلى منازلهم
في مقال بعنوان «درس صعب ولكنه ضروري»، المنشور في برافدا في 25 فبراير 1918، وصف لينين الوضع في تلك الأيام على النحو التالي:
في 23 فبراير 1918، نُشر المرسوم المسمى «الوطن الاشتراكي في خطر!»  ، بالإضافة إلى «نداء القائد العام للقوات المسلحة» نيكولاي كريلينكو، والذي انتهى بالكلمات: التي تشير بأن كل شيء للسلاح. وبأن الكل مستعد للدفاع عن الثورة. حينحا فرضت التعبئة الشاملة لحفر الخنادق، وفرزها مع تعيين مفوضين مسؤولين بصلاحيات غير محدودة لكل مفرزة. وأُمر ان يرسل هذا الأمر كتعليمات إلى جميع المجالس في جميع المدن ”. حينها، نشر رئيس مجلس مفوضي الشعب لينين في صحيفة البرافدا مقالاً بعنوان «سلام أو حرب»، أصر فيه على الحاجة إلى سلام فوري. في نهاية المقال حث:
وفي 19 شباط، كتب ميخائيل بريشفين في مذكراته عن المحادثات في نيفسكي بروسبكت: "اليوم يقولون عن الألمان أنهم سيأتون إلى بتروغراد في غضون أسبوعين. ”
بعدها في صباح يوم 23 فبراير، تلقى مجلس مفوضي الشعب إنذارًا ألمانيًا. في اجتماع للجنة المركزية للحزب الشيوعي السوفيتي، حيث أقنع لينين، على الرغم من المقاومة القوية، أعضاء اللجنة المركزية بقبول الإنذار. وطالب بإبرام السلام بالشروط الألمانية، مهددًا بخلاف ذلك بالاستقالة. وقد اعتقد لينين أن الشيء الرئيسي هو "على حساب أي خسائر للحفاظ على القوة البروليتارية الموجودة فعليا 
وفي ليلة 24 فبراير، تم اعتماد الاتفاق. ومع ذلك، استمر هجوم القوات الألمانية حتى توقيع معاهدة السلام في 3 مارس. وقها كتب المؤرخ السوفيتي يو كورابليف أنه، جرت مسيرات حاشدة في المدن الكبرى، ففي ذلك اليوم بدأ التحاق جماعي للمتطوعين في الجيش الأحمر، وفي 25 فبراير، توجهت أولى مفارز الجيش الأحمر إلى الجبهة. وفقًا لنسخة أخرى، تم فتح مكاتب التجنيد في 25 فبراير فقط، منذ ان جرت محاولة حقيقية لبدء التحاق كبير بالجيش الأحمر في ضوء استمرار الهجوم الألماني والتهديد على بتروغراد 
وبعد 23 فبراير، بدأت الفصائل الحمراء في مقاومة القوات الألمانية. في مدينة فالكا، ودخلت الوحدات الألمانية المتقدمة في معركة مع مفرزة من رجال البنادق من لاتفيا.
ذكرت صحيفة برافدا في 24 فبراير: «في فالكا، تجري معركة بين قوات الصدمة الألمانية و300 كتيبة من لاتفيا». ثم دارت بعدها معارك بالقرب من بسكوف، وبالقرب من ريفيل، في منطقة غدوف.
بعد ذلك في 26 فبراير، اتخذ مجلس مفوضي الشعب في روسيا الاتحادية الاشتراكية السوفياتية قرارًا بنقل جميع الهيئات الحكومية إلى موسكو. وفي 3 مارس 1918 ، تم توقيع معاهدة بريست ليتوفسك بالكامل بشروط ألمانية.

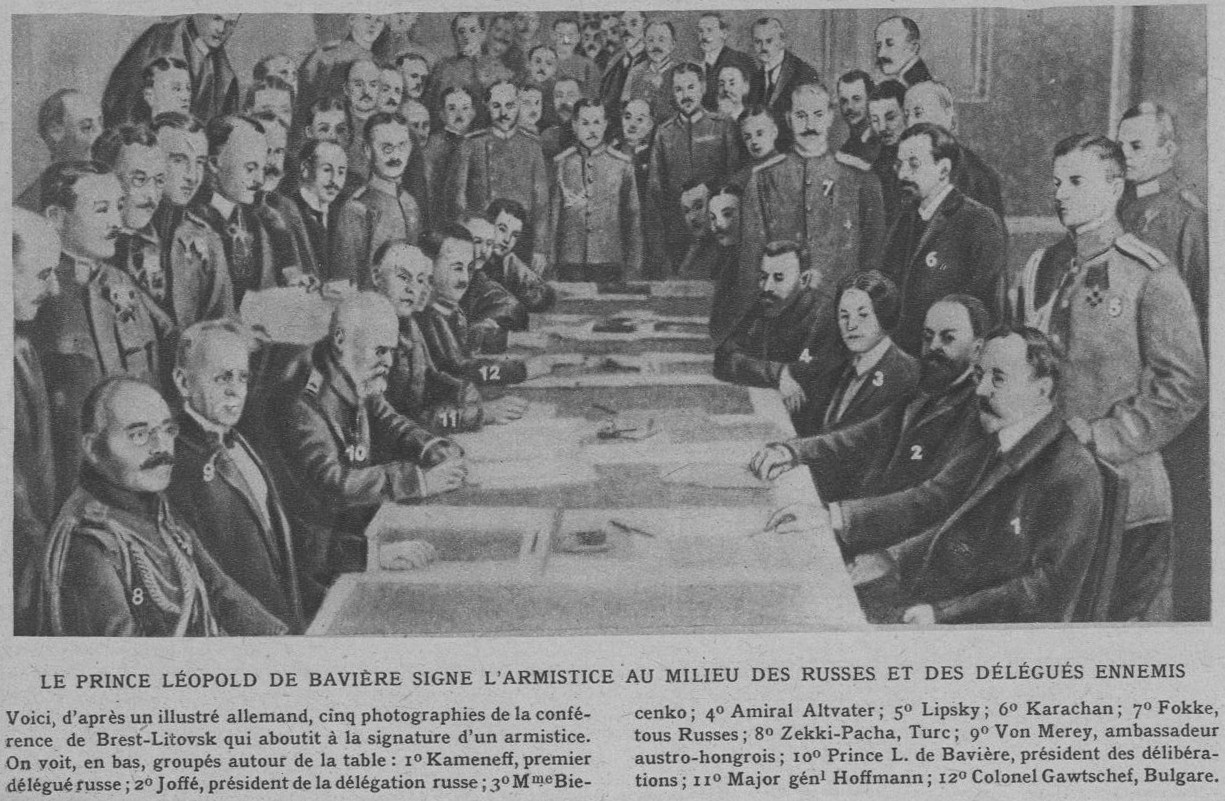
توقيع معاهدة برست ليتوفسك عام 1918

أعرب بطريرك موسكو وعموم روسيا تيخون، في رسالته في 5 مارس 1918 ، عن رفضه الشديد لعقد اتفاقية سلام مع الألمان في برست ليتوفسك:

### إقامة عطلة
في 10 يناير 1919 ، أرسل رئيس المفتشية العسكرية العليا للجيش الأحمر نيكولاي بودفوسكي إلى اللجنة التنفيذية المركزية لعموم روسيا اقتراحًا للاحتفال بالذكرى السنوية للجيش الأحمر:

لكن طلبه يأتي به متأخرًا ولا يُنظر فيه إلا في 23 يناير. نتيجة لذلك، ترفضه اللجنة التنفيذية المركزية لعموم روسيا بسبب التأخير في الاقتراح. ومع ذلك، في 24 يناير، نظرت هيئة رئاسة مجلس مدينة موسكو في مسألة «تنظيم عطلة للاحتفال بالذكرى السنوية لتأسيس الجيش الأحمر» وتجمع بين الاحتفال بيوم الهدية الحمراء - 17 فبراير. وقد تم التخطيط ليوم الهدية الحمراء كحدث خيري، عندما كان على السكان، وفقًا لخطة البلاشفة، التبرع بهدايا لجنود الجيش الأحمر. ولكن منذ 17 فبراير / شباط، صادف يوم الإثنين يوم الهدية الحمراء، وبناءً عليه، تم تأجيل الذكرى السنوية لتأسيس الجيش الأحمر إلى يوم الأحد المقبل، أي إلى 23 فبراير. وقتها ذكرت صحيفة برافدا:
[بحاجة لمصدر]
بعدها يتم نسيان العطلة لعدة سنوات ثم تستؤنفت في عام 1922. في 27 يناير من هذا العام، صدر قرار عن هيئة رئاسة اللجنة التنفيذية المركزية لعموم روسيا بمناسبة الذكرى الرابعة لتأسيس الجيش السوفييتي، جاء فيه:

### أولى المحاولات لتبرير تاريخ 23 فبراير
في عام 1923 ، تم الاحتفال على نطاق واسع بالذكرى السنوية الخامسة للجيش الأحمر، واكتسبت الأعياد في 23 فبراير مستوى الاتحاد. وقتها، ووفقًا للمؤرخ ف. ميرونوف، بدأت محاولات اختراع حدث يبرر التاريخ. لأول مرة، عندما تم تسمية 23 فبراير مباشرة يوم نشر مرسوم إنشاء الجيش الأحمر في قرار هيئة رئاسة اللجنة التنفيذية المركزية لعموم روسيا في 18 يناير 1923. بأمر من المجلس العسكري الثوري للجمهورية الصادر في 5 فبراير 1923 ، والموقع من قبل ليون تروتسكي، وقد تم تحديد الحدث الذي كان بمثابة مناسبة للعطلة على النحو التالي:
«في 23 فبراير 1918، وتحت ضغط الأعداء، أعلنت حكومة العمال والفلاحين عن الحاجة إلى إنشاء قوة مسلحة». في نفس العام، نشرت مجلة (الفكر العسكري والثورة) تأكيدًا على أنه في 23 فبراير، تم تشكيل أول وحدة من الجيش الأحمر للمشاركة في المعارك في الاتجاه الشمالي الغربي. فعدها ي العام التالي، ظهرت نسخة من قرار لينين بشأن تنظيم الجيش الأحمر بتاريخ 28 يناير 1918، بتاريخ زائف في 23 فبراير، في مجلة «ميلايتاري بوليت ان». يشرح ف. ميرونوف ذلك من خلال حقيقة أن الجهاز البيروقراطي الحزبي الذي تشكل في ذلك الوقت كان «مهمًا ومربحًا لإخفاء عار عام 1918».
ومع ذلك، في عام 1933 ، اعترف ك.فوروشيلوف بذلك في اجتماع احتفالي مخصص للذكرى الخامسة عشرة للجيش الأحمر،:
وفي حقبة ما بعد ستالين، كانت هناك محاولات لإجراء تقييم موضوعي للأحداث والتي تسببت في ولادة العيد، لذلك أشار اللواء البروفيسور نايدا إلى أنه في 23 فبراير 1918، لم تحدث أحداث عسكرية مهمة في منطقة بسكوف ونارفا، وكان الأساس لعطلة ولادة الجيش السوفيتي حقيقة أنه في 23 فبراير في بتروغراد بدأ التشكيل الجماعي لمفارز الجيش الأحمر استجابة لدعوة لينين في المرسوم "الوطن الاشتراكي في خطر!" ومع ذلك، ظلت الأيديولوجية الرسمية في موقف "الانتصار على التدخلات الألمانية في معارك بسكوف ونارفا يوم 23 فبراير.

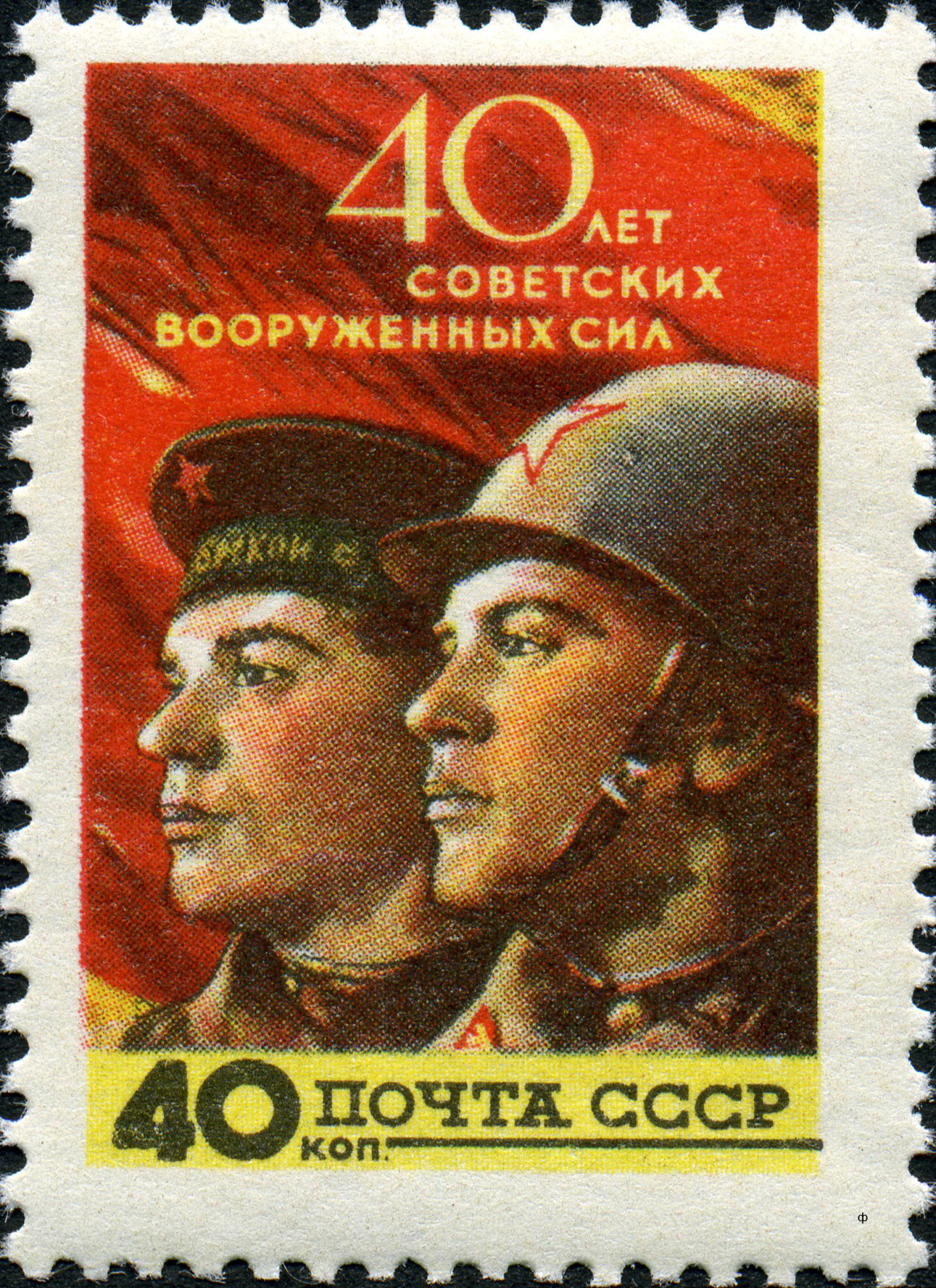
طابع أصدر عام 1958 في الاتحاد السوفييتي في الذكرى الأربعين ليوم المدافع عن أرض الآباء و ذكرى تأسيس الجيش الأحمر.

## أحداث بالقرب من بسكوف ونارفا وتفسيرها
في النصف الثاني من الثلاثينيات في الاتحاد السوفيتي، بدأت أحداث فبراير 1918 تُفسر على أنها انتصار أُحرز في تلك الأيام على الألمان بالقرب من بسكوف ونارفا. وفقًا للبيانات الأرشيفية، بحلول مساء يوم 23 فبراير 1918، كان الجيش الألماني على بعد 55 كم من بسكوف و 170 كم من نارفا. كما يعتقد عدد من المؤرخين أنه لم يتم تسجيل أي معارك في هذا اليوم سواء في الأرشيف الألماني أو في الأرشيف السوفيتي.
ومع ذلك، يدعي المؤرخ تسفيتكوف أنه في 23 فبراير 1918 كانت هناك معارك بالقرب من بسكوف، وكذلك في إستونيا في محطة سكة حديد كيلا، حيث قاتل الحرس الأحمر الإستوني الألمان في 23 فبراير وأوقفوا هجومهم لمدة يوم. أيضًا، في هذا اليوم، وفقًا للمؤرخ إرليخمان في مدينة فالكا، واجه الألمان المتقدمون مقاومة لأول مرة عندما دخلت مفرزة من الرماة اللاتفيين قوامها 300 شخص المعركة معهم.

### الاحتلال الألماني لبسكوف
للقبض على بسكوف، وهي مركز الجبهة الشمالية بأكملها، نقلت القيادة الألمانية 5 أفواج (4 مشاة و 1 سلاح فرسان) ووحدات مدفعية نحوها. وكانت هذه القوات تتقدم نحو بسكوف على طول السكك الحديدية والطرق السريعة إلى الجنوب مباشرة من أجل الاستيلاء على بسكوف. حيث حينها تم نقل مفارز الطيران من الفيلق الألماني الثالث والخمسين للجيش الثامن (الجنرال جي كيرباخ) من مجموعة الجيش "D" -و بشكل أساسي هاجمت قوات الفرقة 78 المدينة 
فأخذ مدينة ريزهيستا في 21 فبراير وقيادة القطار الذي تم الاستيلاء عليه في دفينسك، والذي تم تزويده بأكياس رمل مدرعة مع منصات مدافع (وهذا هو السبب في ظهوره في الأدب السوفيتي على أنه «قطار مدرع»)، وانتقل الألمان بهذا القطار وبدعم من العربات المدرعة إلى بسكوف 
وأشار حينها بي بي بوسيرن، وهو عضو في قيادة وسيطرة الجبهة الشمالية، إلى العدد الضئيل للغاية من الألمان الذين يتقدمون باتجاه بسكوف:
في 21 فبراير، دخلت بسكوف في حالة الحصار. اذ كان هناك عدد كبير من الجنود في المدينة، حيث كانت المدينة نفسها مغطاة من قبل الجيش الروسي الثاني عشر (الفارين من قرب دفينسك وريغا). ومع ذلك، نظرًا لقدراتهم غير القتالية الكاملة، أُمروا بالتراجع إلى مناطق نوفغورود ولوغا وستارايا روسا، وغادر الجنود بأعداد كبيرة المدينة على وجه السرعة على طول الطريق السريع إلى لوغا.
لكنه تم الدفاع عن المدينة من قبل سرية من الحرس الأحمر ببسكوف ومجندين يصل عددهم إلى 100 شخص تحت قيادة رئيس أركان الطوارئ العسكرية مع اشراف قوات الجبهة السوداء، وكذلك أولئك الذين وصلوا من بالقرب من ريغا:
كتيبتان وفريق مدفع رشاش من فوج ريغا لاتفيا الثاني تحت قيادة قائد الفوج المنتخب يو يو آبلوك، وهو مفرزة حزبية من الجنود المتطوعين من الكتيبة السيبيرية العشرين تحت قيادة الرقيب الأول ليشكيفيتش، بعدها ببرهة تشكلت مفارز الحرس الأحمر في فالكا، أعضاء اللجنة التنفيذية للمجلس المشترك للبنادق اللاتفية (اسكولوسترلا) واللجنة التنفيذية لمجلس نواب الجنود (اسكوسول) للجيش الثاني عشر للجبهة الشمالية والفوج الثاني للجيش الأحمر تحت قيادة نقيب الأركان السابق شيريبانوفا.
وفي مساء يوم 23 فبراير، عُقد اجتماع البلشفيين في مسرح بوشكين بسكوف للدراما لمناقشة الوضع. وقد افتُتح الاجتماع ببيان مفاده أن الجيش القيصري كان متحللًا تمامًا وغير قادر على القتال، ولم تكن للوحدات التي تحت قيادة القائد الجنرال إيفانوف أي قدرة على صد العدو، مع غياب أي دعم من بتروغراد.
اعتبر النائب أوشارنوف، الذي تحدث بعد ذلك، أن التجمعات في المصانع لم تسفر عن أي شيء، وانه لم يرغب أحد في الدفاع عن السلطة السوفيتية، وخصوصا عمال السكك الحديدية الذين كانوا معاديين للسوفييت ومخربين بشكل علني.
ثم أفاد عضو في اللجنة العسكرية الثورية أ.إيفانوف، الذي تحدث بعد ذلك، أنه لم تكن هناك مدفعية، لأن الجنود ألقوا جزئيًا أقفال من المدافع في خزانة المياه في ساحة عرض إيركوتسك، وتم نقلها جزئيًا إلى المكب، وأصبحت جميع المدافع غير صالحة للاستعمال. مع استمرار رفض عمال السكة الحديد، توفير قاطرة بخارية لإخلاء مستودعات البيروكسيلين. وتأكيد باقي المتحدثين لهذه الصورة.
ومع ذلك، تقرر البقاء حيث كانوا. ولكن سرعان ما، ومع ورود أنباء سقوط المنطقة، تقرر الإخلاء إلى توروشينو (20 كم شمال شرق بسكوف) 
في 23 فبراير 1918، كانت الوحدات الألمانية على مقربة من بسكوف. وفي حوالي الساعة 9 مساءً، أُبلغت بتروغراد بالتالي: «الألمان على مقربة من بسكوف ويسيرون على طول المحور المؤدي اليها وبات واضحا أنهم سيكونون في المدينة في غضون ساعات قليلة». وفقًا لمذكرات شيريبانوف دخلت كتيبه على خط نهري شيريوخا -منوجا على بعد 10 كلم من المدينة في اشتباك مع الألمان المتقدمين على طول خط السكة الحديدية، حيث تم التمكن من إيقافهم لفترة قصيرة 
لكن الأمور سرعان ما ازدادت سوءاً في المدينة ، ففي صباح 24 فبراير، بلغت الأمور ذروتها مع بدء السرقات ، والتي بالكاد توقفت، في ساحة السوق السوفيتية المجاورة لمبنى المجلس . وفي أثناء المحاولة لوقف عمليات السطو، تم إرسال النائب كلانشيرت إلى الساحة لتهدئة الوضع لكنه ما لبث ان قُتل.
ولقد استغل الألمان هذه الفرصة وتوغلوا في عمق الجيش الأحمر محدثين فجوة داخله
وخلال ساعات قليلة استولوا على إحدى محطات المدينة . الا انه وفي الوقت نفسه ، قوبلوا بنيران رشاشات عنيفة من اللاتفيين الذين كانوا يحاولون شن هجوم مضاد ، لكنهم تعرضوا للهزيمة في النهاية تحت ضغط الألمان. ووفقًا للمؤرخ أندريه ميخائيلوف ، فقد انحاز الحرس الأبيض المحلي إلى جانب الألمان مما سبب صدمة بالنسبة للمدافعين عن المدينة.
ثم اندلعت أكثر المعارك شراسة في منتصف الليل تقريبًا من 24 إلى 25 فبراير في زاوية شارعي أوكتيابرسكي بروسبكت وسوفيتسكايا في محيط محطة القطار ، حيث كان الألمان يتابعون التقدم وقد دافع الحرس الأحمر عنها دفاعاً مستميتًا حتى الموت.
الا انه وبحلول الساعة الثانية صباحًا ، استولى الألمان على بسكوف بالكامل داخل حدودها عام 1918 في ظل غياب المقاومة في المدينة وعجزها عن الدفاع امام المد الألماني.

### تفجير مستودع البروكسيليين
في نفس الوقت ، في 24 فبراير ، حوالي الساعة العاشرة مساءً ، فجر حرس بسكوف الأحمر المنسحب مستودعًا من مادة البيروكسيلين يقع على بعد حوالي 5 كيلومترات من المدينة ، في نفس اللحظة التي دخلت فيها كتيبة ألمانية إلي المستودع ودمر بالتالي 270 جنديًا من الجيش الألماني (30 ضابطًا و 34 ضابط صف و 206 جنود). وقد تم تنظيم الانفجار من قبل عضو اللجنة الثورية العسكرية الكسندر ألكساندروفيتش إيفانوف  . هكذا وصف إيليا إيفانوف ، أحد المشاركين في تلك الأحداث ، الذي زار المكان بعد 10-12 ساعة من الانفجار، حيث عثر على جثث الجرحى وغير المطهرين من الألمان التي لم يتم إجلاؤها بعد:
اختارت القوات الألمانية أقصر طريق إلى بسكوف. نظرًا لأن الطريق السريع مليء بالعربات ، فقد ذهبوا من بوكلونايا هيل على طول الطريق القديم إلى بسكوف.وقد كانت مستودعات البيروكسيلين فارغة ، وقد قمت بفحصها شخصياً. هذا يعني أن الحاجز كان ملغوما. كان هناك ثقب في مكانه ، يمكن أن يوضع فيه منزل من طابقين ولا يمكن رؤيته. بجانب المدخل توجد ثكنة حراسة ، لم يبق منها شيء، اذ تم تفجير كل شيء، إضافة إلى تفجير سيارتين مفخختين. لقد تم تفجيرها لدرجة أن محورًا واحدًا فقط من السيارة تم نقله لمسافة 300-400 متر . وقد كان هناك حوالي 1200 ألماني في موقع الانفجار. كانت هناك مجموعتان من 600 شخص على مسافة 200-500 متر من بعضهما البعض. وقد تم تدمير المجموعة الأولى التي اقتربت من الحاجز تدميراً كاملاً ، إذ كانت تبعد 60-80 متراً عن الحاجز حتى السيارات المفجرة.وقد حدث التفجير انطلاقا من الخطة التي قدمها إيليا إيفانوف، اذ كانت العربات التي تحمل المتفجرات تقف في فرع موروزوف ، حيث يتقاطع مع الطريق القديم الذي سارت فيه الأعمدة الألمانية. كانت المستودعات تقع في المنطقة المجاورة مباشرة للعربات على الجانب الجنوبي الشرقي من فرع موروزوف ، وعلى الجانب الآخر من الفرع كانت المقبرة اليهودية. يقع موقع الانفجار على بعد 700 متر جنوب شرق مبنى محطة بسكوف.وبعدها اعترفت القيادة الألمانية أنه نتيجة لهذا الانفجار ، فقد تم فقدان جنود وضباط أكثر مما فقد خلال الهجوم الذي يبلغ طوله 250 كيلومترًا على بسكوف  .
وحول انفجار سيارتين مفخختين ، كتب بسكوفيتش ، الكاتب الشهير لاحقًا ب«كافيرين»، أيضًا : «في الحقل خلف محطة الشحن توجد أذرع وأرجل ورؤوس في خوذات وبنادق ملتوية وخردة من المعاطف الألمانية ذات اللون الأزرق الرمادي حيث وافق اثنان من البحارة على أخذ الألمان في طريق دائري إلى المدينة وتم تفجير محطة الشحن بواسطة سيارات ملغومة بالديناميت»  . وأفاد كذلك إيفان نيكولايفيتش لاريونوف  ، الذي شهد احتلال بسكوف ، أن الألمان استغرقوا عدة أيام لجمع شظايا الجثث في منطقة واسعة حول موقع الانفجار  . ثم في 25 فبراير ، اخترق الرماة المتراجعون من لاتفيا بسكوف واتخذوا مواقع دفاعية في ليوباتوف .
ووفقًا للمؤرخ أ. ميخائيلوف ، تمكن الألمان من فرض سيطرتهم الكاملة على بسكوف وتوابعها فقط بحلول 28 فبراير  . اما المؤرخ لوباتشيف فقد اورد: سيطر الحرس الأحمر على ضاحية بسكوف -ليوباتوفو الشمالية الشرقية لعدة أيام . بفضل هذا ، تمكنت القيادة الثورية العسكرية من إخلاء المستودعات الأساسية للجبهة الشملية بقيمة 400 مليون روبل ، لتوفير ذهب فرع بسكوف من بنك الدولة .

### الاحتلال الألماني لنارفا
في 25 فبراير، شن الألمان هجومًا على نارفا. وفي 3 مارس ، اقتربوا من المدينة. لكنهم واجهوا مقاومة شرسة للدفاع عن المدينة من قبل مفارز المنطقة القتالية: المفرزة المشتركة لكلايف-كليافين ، وهي مجموعة من المجريين-الأمميين بقيادة بيلايا كون ، مفرزة تحت قيادة فلاديمير أزين وأخرى من البحارة ، تحت القيادة العامة للجنرال ديبينكو والذي عين قائدًا للمدينة.
لذا قاد بحارته لمهاجمة الألمان الذين يقتربون بالسكك الحديدية، بالرغم من تحذيرات القيادة ونصائحها بالدفاع عن نارفا .بعدها وفي الساعة الثالثة وصل الألمان إلى مرتفعات حوالي 5 كم شمال غرب المدينة ، حيث تم إيقافهم لبعض الوقت.
لكن قدرة ديبنكو على التحمل كانت كافية لساعات قليلة فقط لذا وبدون ضغط من الألمان فر جيشه من المدينة. الألمان ، وبدون ان يعلموا ما جرى ، دخلوا المدينة في الصباح.
اما الوحدات الحمراء والتي هربت من نارفا فقد تمركزت في يامبورغ ، حيث حاول الجنرال بارسكي ، الذي وصل من بتروغراد ، تنظيمها. وخطط بنفسه للقيام بهجوم مضاد، ومع ذلك ، لم يرفض البحارة العودة إلى نارفا فحسب ، بل وفروا أيضًا إلى غاتشينا، لذا وجد بارسكي نفسه أيضًا داخل القطار ، والذي بالكاد تمكن من الخروج منه والعودة إلى يامبورغ. وفي مساء يوم 4 مارس، أرسل برقية:
«انطلق جميع البحارة مع المفوض السامي ديبنكو إلى غاتشينا. وقد كانوا مترددين في الدفاع عن الموقف في يامبورغ. لذا أنا سأرسل وحدات الحرس الأحمر من يامبورغ بعد البحارة. اقتداءً بما فعلوه، اذ بدأ الحرس الأحمر في التردد ؛ ولم يعد لدي أي قوات مسلحة في متناول اليد ، لذلك قمت بإزالة المدفعية من الموقع ، وأعطيت الأمر بإرسال القطع المتبقية بالمعدات ، وأغادر بنفسي في غضون ربع ساعة»
وهكذا تم التخلي عن يامبورغ، المدينة التي لم يدخلها الألمان حيث ظلوا في نارفا. وبحسب بارسكي ، كانت قواتهم صغيرة - "ليس أكثر من بضعة كتائب وفوجين من سلاح الفرسان ، وفي المدينة نفسها هناك مفرزة من كتيبة مشاة ووحدة سلاح فرسان ومدرعات ودراجات بخارية  وفي هذا الوقت ، دخلت معاهدة بريست ليتوفيسك حيز التنفيذ ، وتوقف الألمان عند خط بسكوف-نارفا.
اما ديبنكو ، وخوفًا من مسائلته حول تخليه عن نارفا ، فقد فر مع بحارته من جاتشينا ، وفي النهاية ، تم العثور عليه ، وتم إرساله إلى موسكو ووضع تحت المحاكمة. ثم تمت إزالته من منصبه كمفوض الشعب للقوات البحرية المهجورة بعدها وطرد من الحزب 

### ظهور تفسير الأحداث على أنه انتصار في بسكوف ونارفا
ظهر تفسير أحداث فبراير 1918 ب "انتصارات في بسكوف ونارفا " حيث اقترح جوزيف ستالين ذلك شخصيا في 1938. حين ظهرت لأول مرة في مادة نشرت في إزفستيا في 16 فبراير 1938 تحت عنوان " أطروحات للدعاة ". وكانت الأطروحة المقابلة كما يلي: "بالقرب من نارفا وبسكوف ، تم صد الغزاة الألمان بحزم.و تم تعليق تقدمهم إلى بتروغراد الثورية . فأصبح يوم صد قوات الإمبريالية الألمانية هو يوم الذكرى السنوية لتأسيس الجيش الأحمر ” 

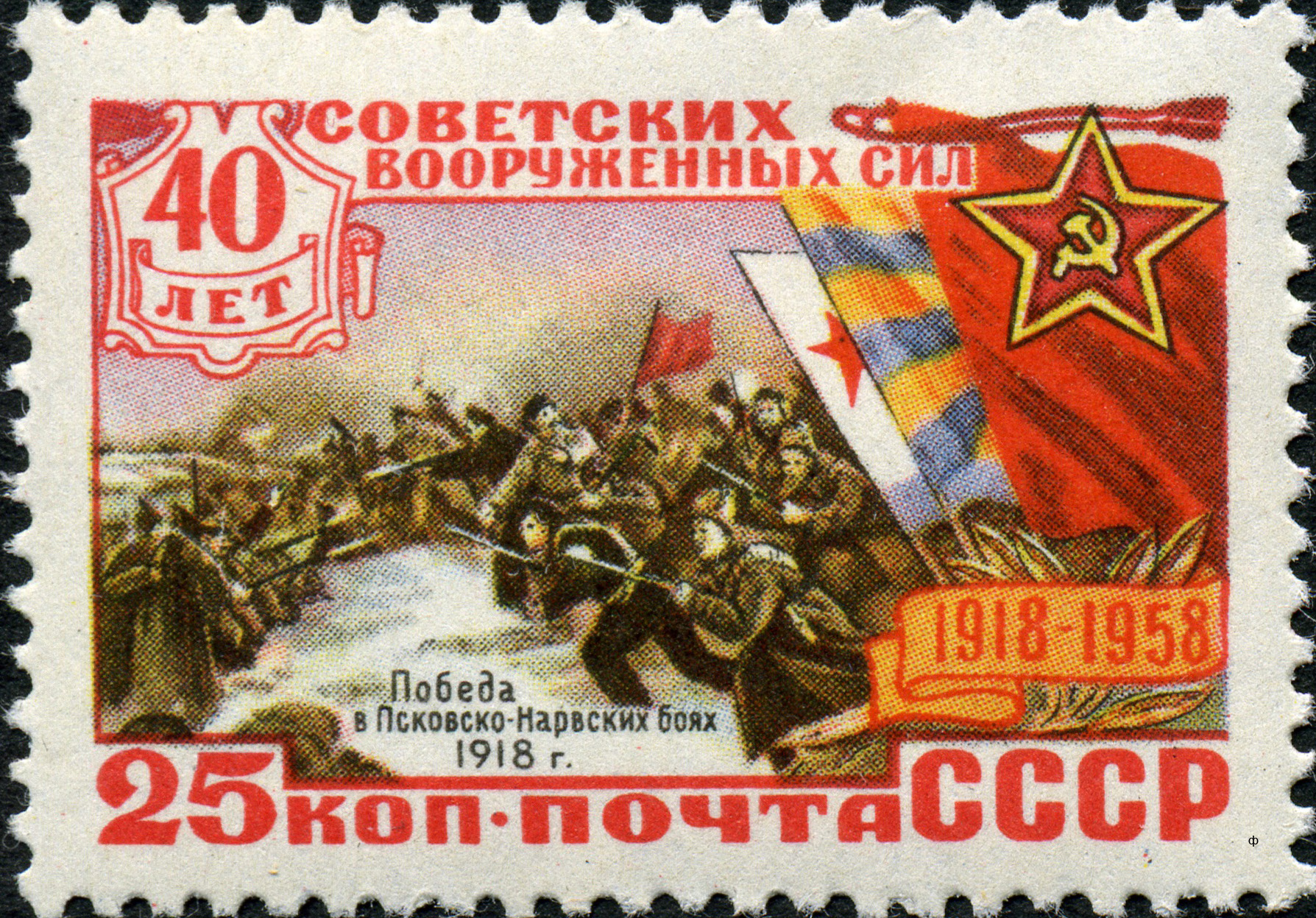
طابع أصدرته السلطات السوفييتية عام 1958 بمناسبة الذكرى الأربعين لتأسيس الجيش الأحمر مؤكدة على النصر في معارك بسكوف و نارفا

## الاحتفالات
يتم الاحتفال ب«يوم المدافع عن أرض الآباء» في عدد من البلدان التي كانت في السابق جزءًا من الاتحاد السوفيتي.
ففي كل عام ، تُقام أحداث واسعة النطاق في موعدها لهذا العيد في البعثات الأجنبية ، مثل: معرض للمعدات العسكرية حفل موسيقي احتفالي ، عرض تاريخي عسكري ، ومراسم رسمية لوضع اكاليل من الزهور على نصب الجنود السوفييت.

### الإحتفالات بالمناسبة في جمهورية بيلاروسيا
في بيلاروسيا ، تقرر أن تاريخ القوات المسلحة لجمهورية بيلاروسيا بدأ مع ولادة الجيش الأحمر للعمال والفلاحين ، الذي كان من المقرر أن يلعب دورًا حاسمًا في تشكيل البلاد والحفاظ عليها. لذا فلقد تركت تلك الفترة التاريخية الصعبة عددًا كبيرًا من التفسيرات والأجوبة. حيث شدد رئيس جمهورية بيلاروسيا ألكسندر لوكاشينكو  ، على أن هذه حقيقة لا جدال فيها ويجب الحفاظ عليها ونقلها إلى الأجيال القادمة.

### يوم المدافع عن أرض الآباء في قيرغيزستان

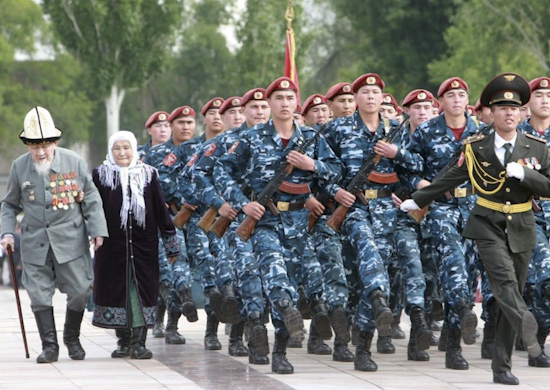
يوم المدافع عن أرض الآباء في قيرغيزستان

في قيرغيزستان ، يتم الاحتفال بيوم المدافع عن أرض الآباء سنويًا في 23 فبراير. اذ أصبح هذا اليوم عطلة عمل ، وفقًا لقانون العمل لجمهورية قيرغيزستان المعتمد في عام 2004 (المادة 113). كما ويتم الاحتفال بيوم القوات المسلحة لقيرغيزستان في 29 مايو. وفي هذا اليوم في بيشكيك، في الساحة أمام مكتب رئيس البلدية ، يث يتم تشكيل احتفال لموظفي حامية بيشكيك وبعد ذلك يستعرض الجنود ، برفقة أوركسترا ، إلى الميدان الرئيسي بالعاصمة .

### يوم المدافع عن أرض الآباء في جمهورية مولدوفا
يعتبر يوم المدافع عن أرض الآباء في مولدوفا يوم عطلة عامة حيث يتم الاحتفال به في 23 فبراير. وتجري الأحداث الاحتفالية الرئيسية في تيراسبول. ويحضرها رئيس الجمهورية ورؤساء الأجهزة الأمنية.

### الإحتفال بيوم المناسبة في روسيا

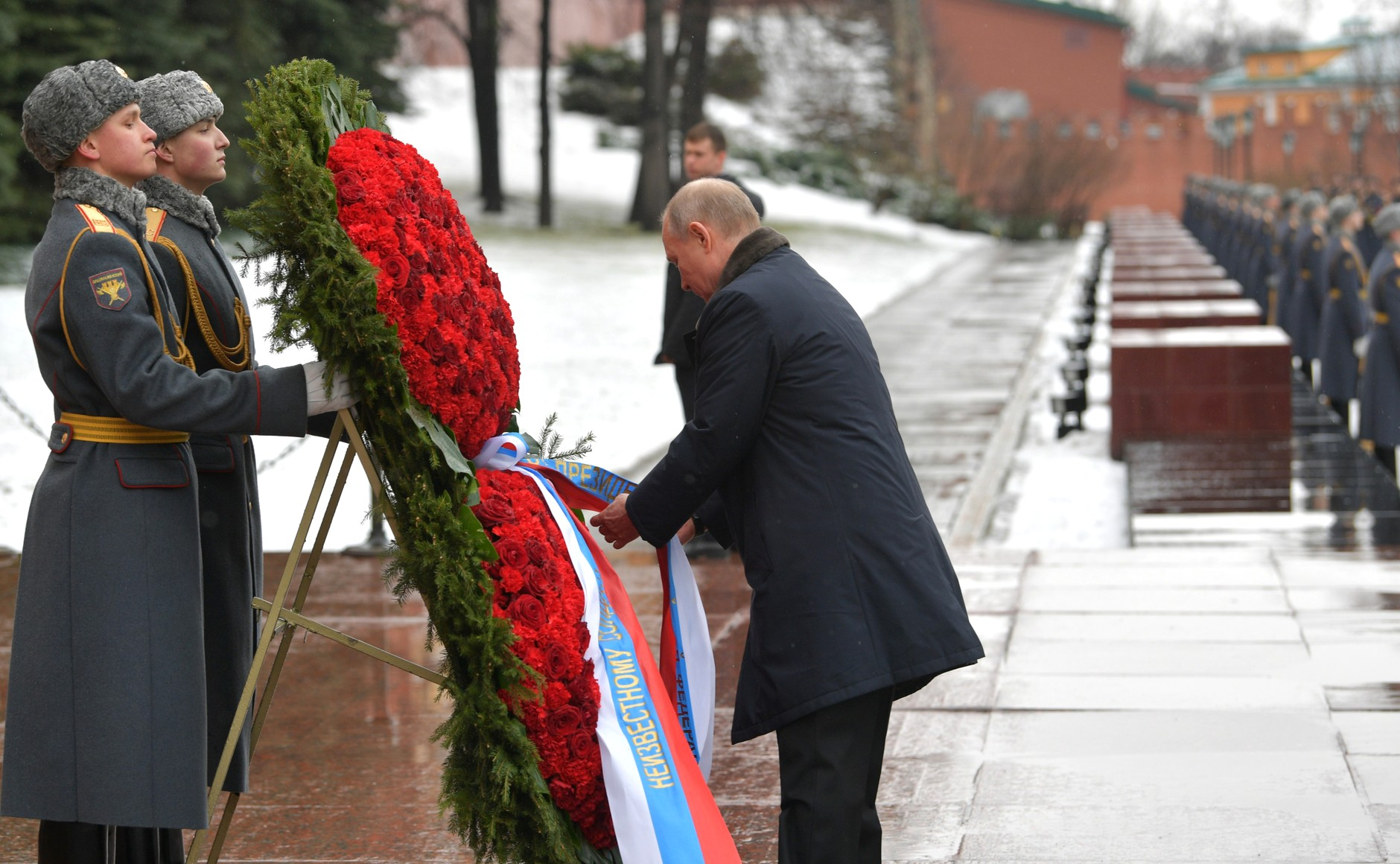
الرئيس فلاديمير بوتين خلال مراسم وضع أكاليل من الزهور على قبر الجندي المجهول

منذ عام 2002، بقرار من مجلس الدوما في الجمعية الاتحادية للاتحاد الروسي ، يعتبر 23 فبراير في روسيا يوم عطلة ويحتفل هذا التاريخ باسم «يوم المدافع عن أرض الآباء» وفقا للقانون الاتحادي للاتحاد الروسي رقم 32 من 13 مارس 1995 «في أيام المجد العسكري (أيام النصر) في روسيا». لذا ووفقًا لهذا القانون ، فإن «يوم المدافع عن الوطن» هو يوم المجد العسكري الروسي في روسيا .
في 24 مارس 2006، قرر مجلس الدوما أن يستبعد من الوصف الرسمي للعطلة في القانون عبارة "يوم انتصار الجيش الأحمر على قوات القيصر في ألمانيا (1918).
في روسيا ما بعد الاتحاد السوفياتي ، يوم 23 فبراير هو عطلة ضخمة يتم الاحتفال بها في التجمعات العمالية والمدارس والعائلات.
ويعتبر أحد تقاليد العطلة في موسكو هو الاحتفال الرسمي على جدران الكرملين ، ووضع أكاليل الزهور على قبر الجندي المجهول. حيث يصل رئيس روسيا ، ورؤساء مجلسي الجمعية الفيدرالية ، والقيادة العسكرية ، وممثلي الفروع الأخرى للحكومة ، وقادة الأحزاب السياسية ، والتسلسل الهرمي للكنيسة إلى حديقة الكسندروفسكي. بعد دقيقة صمت لعزف النشيد الوطني ، ثم تخرج فرقة من حرس الشرف في مسيرة احتفالية. كما يتم تنظيم أحداث جماهيرية معينة من قبل الأحزاب السياسية . وفي المساء ، تحضر القيادة العليا للبلاد حفل موسيقي احتفالي مخصص لعيد المدافع عن الوطن. وكذلك في موسكو وفي العديد من مدن روسيا الأخرى ، يتم تنفيذ الألعاب النارية الاحتفالية . ثم يقام في بسكوف حفل موسيقي احتفالي مخصص للمدافع عن الوطن الأم ، بالإضافة إلى عرض في النصب التذكاري المخصص لمعارك الجيش الأحمر الأولى . كما وتقام المسيرات في هذا اليوم في مدن روسيا الأخرى . ويتم الترتيب لإعادة بناء أحداث فبراير 1918.

### يوم المدافع ويوم القوات المسلحة في طاجيكستان
في طاجيكستان ، يتم الاحتفال بيوم 23 فبراير بيوم الدفاع ويوم تشكيل القوات المسلحة  .

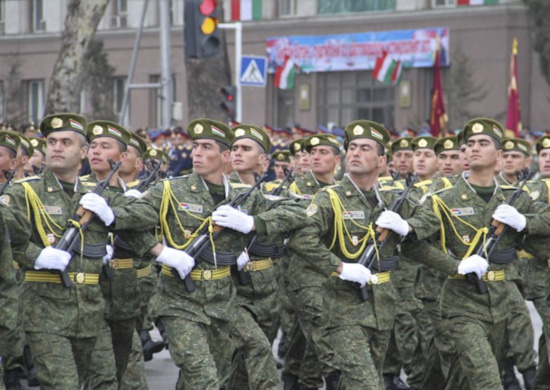
استعراض الجيش الطاجيكي استعدادا للاحتفال بيوم المدافع عن أرض الآباء

حيث وفي كانون الثاني / يناير 1992، بموجب مرسوم صادر عن رئيس جمهورية طاجيكستان ، تم تشكيل لجنة الدفاع بجمهورية طاجيكستان ، والتي كانت تتبع لها وحدات وتشكيلات منتشرة في البلاد ، ومكاتب التجنيد العسكري ، والمؤسسات وتشكيلات الدفاع المدني ، والإدارات العسكرية للجامعات ، والهيئات القانونية العسكرية ، وأجزاء من الخدمات والخدمات. بدأت عملية تشكيل الحرس الوطني. في 18 ديسمبر 1992، حيث تم تشكيل وزارة الدفاع في طاجيكستان وكانت هذه بداية عملية إنشاء القوات المسلحة الوطنية. حيث تشكلت أولى الانقسامات والوحدات والتشكيلات على أساس مفارز الجبهة الشعبية.
وفي 23 فبراير 1993، لأول مرة بعد الحصول على الاستقلال ، في ذروة الحرب الأهلية ، أقيم عرض عسكري للقوات المسلحة في دوشانبي. مع الأخذ في الاعتبار حقيقة أن يوم 23 فبراير كان يُحتفل به تاريخياً باعتباره يوم القوات المسلحة ، فقررت قيادة البلاد وقتها إعلان هذا اليوم يوم إنشاء القوات المسلحة لطاجيكستان .

### يوم المناسبة في أوسيتا الجنوبية
في 23 فبراير ، تحيي قيادة وشعب أوسيتيا الجنوبية ذكرى المحاربين القدامى الذين خدموا في صفوف الجيش السوفيتي خلال الحرب الوطنية العظمى، وكذلك كل أولئك الذين دافعوا عن الوطن في التسعينيات وما زالوا يدافعون عن الجمهورية. وفي 23 فبراير ، في أوسيتيا الجنوبية ، تم تكريم كل من جنود وزارة الدفاع وشرطة مكافحة الشغب والوحدات الأخرى وموظفي وزارة الداخلية. في جميع أنحاء الجمهورية، حيث تُعقد اجتماعات مع المدافعين عن الوطن خلال الأسبوع. ويعتبر يوم 23 فبراير يوم عطلة رسميًة في أوسيتيا الجنوبية.

### 23 فبراير في أبخازيا
يتم الاحتفال بيوم 23 فبراير في أبخازيا ، لكنه ليس عطلة رسمية. في هذا اليوم ، الا انه وعند المناسبة يقوم جنود من وزارة الدفاع بجمهورية أبخازيا ، جنبًا إلى جنب مع جنود القاعدة العسكرية الروسية السابعة المتمركزة في أبخازيا وحرس الحدود التابعين لمديرية الحدود التابعة لجهاز الأمن الفيدرالي الروسي في جمهورية أرمينيا ، بوضع أكاليل الزهور والزهور عند النصب التذكاري للجندي المجهول على جسر مخادزيروف في سوخوم. كما يتم وضع أكاليل الزهور على أولئك الذين سقطوا في الحرب الوطنية لشعب أبخازيا في 1992-1993. وقوات حفظ السلام الروسية الذين لقوا حتفهم أثناء خدمتهم في منطقة الصراع الجورجي الأبخازي.

### يوم المناسبة في أرمينيا
هذا اليوم ليس عطلة عامة في أرمينيا. ومع ذلك، في 23 شباط في يريفان وغيومري تقام الاحتفالات بمناسبة يوم المدافع عن الوطن. حيث يقوم كل من وزير الدفاع الأرميني، ورئيس الأركان العامة للقوات المسلحة ، والمفوض للاتحاد الروسي لدى أرمينيا ، وكبار الضباط والجنود في القوات المسلحة لأرمينيا وروسيا ، وممثلي الإدارات الدبلوماسية بزيارة منتزه يريفان . ويقومون بوضع أكاليل من الزهور على النصب التذكاري للجندي المجهول ، تكريمًا لذكرى الذين قتلوا في الدفاع عن الوطن. بعد ذلك ، يعقد عرض للجنود الأرمن والروس في المنتزه. بالإضافة إلى ذلك في مدينة كيومري ، يقيم المركز الثقافي والتجاري ، بمساعدة إدارة العلاقات الاقتصادية والدولية الخارجية التابعة لحكومة موسكو ، حفلاً موسيقيًا كبيرًا لأغنية عسكرية وطنية يؤديها مغنون وموسيقيون أرمن مشهورون بحلول 23 فبراير. مع تجمع السكان المحليون في مسرح الدراما بالمدينة .

### يوم المناسبة في لاتفيا
بعد إعلان استقلال لاتفيا ، لم يعد يوم 23 فبراير عطلة رسمية . على الرغم من أنه لا يزال يحتفل به المشاركون في الحرب الوطنية العظمى الذين يعيشون في لاتفيا ، والجنود السابقون في القوات المسلحة لاتحاد الجمهوريات الاشتراكية السوفياتية ، والمشاركين في النزاعات المسلحة ، وخريجي المؤسسات التعليمية العسكرية العليا السوفيتية. وفي دوغافبيلس ، في مثل هذا اليوم ، يجتمع أهالي البلدة عند النصب التذكاري في حديقة دوبروفين في مثل هذا اليوم لتكريم ذكرى العسكريين الذين ماتوا في معارك المدينة . اما في ريغا ، وفي يوم المناسبة ، توضع أكاليل الزهور على النصب التذكاري لمحرري لاتفيا وريغا في بارداغافا .

### يوم المناسبة في أوكرانيا
تحتفل أوكرانيا رسميًا بعيد القوات المسلحة لأوكرانيا في 6 ديسمبر. نظرًا لحقيقة أنه لم يحتفل به أحد فعليًا ، وفي عام 1999 صدر مرسوم ، بموجبه تم تعريف 23 فبراير قانونًا على أنه يوم المدافع عن الوطن. مثل السادس من ديسمبر، لكن هذا اليوم لم يكن يوم عطلة.
وفي عام 2008، دعا رئيس أوكرانيا فيكتور يوشينكو يوم 29 يناير «اليوم الوطني الحقيقي للمدافع عن الوطن» «يوم أبطال كروت»، ودعم المبادرات لتأسيس مثل هذا اليوم الذي لا يُنسى في التشريع .حيث انه في يناير 2008، اقترحت منظمة تشيركاسي الإقليمية لحزب الشعب الأوكراني على الرئيس ان يؤجل الاحتفال بعيد المدافع عن الوطن من 23 فبراير إلى 29 يناير .و على الرغم من ذلك ، لا يزال يوم 23 فبراير ، الذي يبقى يوم عمل ، يحتفل به على نطاق واسع باعتباره «يوم المدافع عن الوطن».
ثم في عام 2013، أجرت مجموعة علم الاجتماع «رايتينغ» استطلاعًا للرأي العام حول الموقف من العطلة في 23 فبراير. فاتضح أنه بالنسبة لـ 41٪ من المستطلعين ، فإن 23 فبراير هو سبب وجيه للقيام بشيء لطيف للرجال المقربين (هذا غالبًا ما يكون رأي النساء). بالنسبة لـ 39٪ ، هذا يوم عطلة للرجال المرتبطين بالجيش أو المرتبطين به (الرجال أنفسهم يعتقدون ذلك غالبًا). في الوقت نفسه ، يعتبره 12٪ عطلة سياسية من الماضي السوفييتي ، و 7٪ يعتبرونه يومًا عاديًا. وفقًا لنتائج البحث ، فإن غالبية الأوكرانيين يرون أن يوم 23 فبراير هو يوم عطلة .
بعد أحداث عام 2014، تغير الرأي العام بشكل كبير ولا يعكس هذا الاستطلاع على الإطلاق الموقف الحقيقي للمواطنين الأوكرانيين حتى هذا التاريخ.
في 14 أكتوبر 2014، ألغى رئيس أوكرانيا بيترو بوروشنكو الاحتفال بيوم المدافع عن الوطن في أوكرانيا في 23 فبراير . وبدلاً من ذلك ، تم تحديد يوم عطلة جديد الا وهو يوم المدافع عن أوكرانيا، والذي يتم الاحتفال به في 14 أكتوبر. وفي البلاد يتم الاحتفال بهذا اليوم أيضًا باعتباره يوم القوزاق الأوكرانيين، كما ويحتفل القوميون الأوكرانيون بذكرى إنشاء جيش المتمردين الأوكرانيين فيه.

### يوم المناسبة في إستونيا
في هذا اليوم ، يشارك موظفو سفارات الاتحاد الروسي وجمهورية بيلاروسيا في إستونيا ، وممثلون عن مؤسسات استونيا المخضرمة والعامة في حفل وضع أكاليل الزهور عند النصب التذكاري للجندي البرونزي في المقبرة العسكرية في تالين.

## انتقادات ليوم العطلة في روسيا ما بعد الاتحاد السوفييتي واقتراحات بديلة
المؤرخون سيرجي فولكوف واندريه زوبوف لفتوا الانتباه إلى عبثية حقيقة أن روسيا ورثت من الحقبة السوفيتية عطلة دعيت يوم المدافع عن أرض الآباء، ولكن. هذه العطلة التي اعتُمِدت في هذا اليوم قد ُحددت في وقت شهدت فيه روسيا في رأيهم، العار والذل الوطني، لأنه في مثل هذا اليوم من عام 1918، استسلمت روسيا بقيادة البلاشفة للإمبراطورية الألمانية، حيث في 23 فبراير ، عقد اجتماع للجنة المركزية ، حيث تم قبول الإنذار الذي قدمته القيادة الألمانية بشكل كامل وغير مشروط ، وبعد ذلك أبلغت اللجنة التنفيذية المركزية لعموم روسيا ومجلس مفوضي الشعب في جمهورية روسيا الاتحادية الاشتراكية السوفياتية الحكومة الألمانية بذلك. ولم تحدث أي أحداث مهمة أخرى في روسيا السوفيتية في ذلك اليوم. ووفقًا لفولكوف ، ينبغي اختيار أحد التواريخ العديدة المجيدة حقًا في التاريخ العسكري الروسي للاحتفال بيوم المدافع عن الوطن ، واستمرار الاحتفال بهذا العيد السوفييتي في روسيا ما بعد الاتحاد السوفيتي يساوي «الخير بالشر ، والجلادون بالضحايا ، والأبطال مع المجرمين».
اقترح عدد من المؤرخين والدعاية والشخصيات العامة الاحتفال بهذا اليوم ببدء «حملة الجليد» للجيش التطوعي ، والتي بدأت ليلة 22 فبراير وبعدها في 23 فبراير 1918 . وفي رأيهم ، كانت الحملة التطوعية بمثابة بداية لإحياء الجيش الروسي من الفوضى الثورية وأعطت الأمل في إحياء الدولة الروسية.
ويعارض النقاد من الاحتفال يوم المدافع عن أرض الآباء في 23 شباط العديد من المؤرخين، والذين يعتقدون أن الاحتفال في 23 فبراير لمناسبة يوم المدافع عن أرض الآباء له ما يبرره تماما، إذ في هذه أيام خاض الجيش الأحمر معاركه الأولى مع القوات المتفوقة الألمانية.و في ذلك التاريخ بدأ التسجيل الجماعي للمتطوعين في الجيش الأحمر الجديد. وأيضا في هذه المعارك ، أظهر الجيش الأحمر والحرس الأحمر أمثلة على الشجاعة والبطولة.